# Santiago Maresca
Santiago Maresca nació el 14 de setiembre de 1994, en  Montevideo, Uruguay es un tenista profesional.

## Carrera
Su ranking más alto a nivel individual, fue el puesto N.º 884, alcanzado el 11 de septiembre de 2017. A nivel de dobles alcanzó el puesto N.º 746 el 19 de junio de 2017.
Ha ganado hasta el momento un título futures en la modalidad de dobles. 

### Copa Davis
Desde el año 2013 es participante del Equipo de Copa Davis de Uruguay. Tiene en esta competición un récord total de partidos ganados/perdidos de 5/5 (2/4 en individuales y 3/1 en dobles).

### 2013
En abril del año 2013, y debido a las bajas de Pablo Cuevas y su hermano Martín Cuevas, debutó como integrante del Equipo de Copa Davis de Uruguay, se enfrentó ante el colombiano Juan Sebastián Cabal perdiendo por 1-6, 0-6 por las semifinales del Grupo 1 de la zona americana.
Hasta el momento esa fue su única participación en Copa Davis.
Participó durante este año, principalmente en torneos futures, y hasta el momento no logró títulos.
En el mes de octubre recibió una invitación (Wild Card) por parte de la organización del Uruguay Open, torneo de categoría challenger para disputar el cuadro clasificatorio. Cayó derrotado en primera ronda, ante el argentino Marco Trungelliti. También recibió invitación para el cuadro de dobles, haciendo pareja junto a su compatriota Rodrigo Senattore cayeron derrotados ante los brasileños Rogério Dutra da Silva y André Ghem en primera ronda.

### 2017
Histórica semana para Maresca que junto al español David Pérez logró consagrarse campeón por primera vez en su carrera tras vencer a Cristian Rodríguez y Anis Ghorbel en una hora y 50 minutos por  7-6, 5-7 y 10-6. En primera ronda la pareja hispano uruguaya eliminaron al alemán Paul Woerner, el verdugo de Santiago en singles, y el italiano Cristian Carli. En la siguiente instancia salieron victoriosos ante la pareja catarí conformada por Mubarak Zayid y Mousa Zayed. El día viernes eliminaron en semifinales a la pareja francesa Florent Diep y Francois Arthur Vibert por 7-5 y 6-2.

## Títulos; 1 (0 + 1)
| Leyenda                     | Individuales | Dobles |
| --------------------------- | ------------ | ------ |
| Grand Slam                  | -            | -      |
| ATP World Tour Finals       | -            | -      |
| ATP World Tour Masters 1000 | -            | -      |
| ATP World Tour 500 Series   | -            | -      |
| ATP World Tour 250 Series   | -            | -      |
| ATP Challenger Series       | -            | -      |
| Futures                     | -            | 1      |

### Dobles
| N.º | Fecha      | Torneo    | Superficie | Pareja           | Oponentes en la final           | Resultado         |
| --- | ---------- | --------- | ---------- | ---------------- | ------------------------------- | ----------------- |
| 1.  | 07.05.2017 | Túnez F17 | Tierra     | David Pérez Sanz | Anis Ghorbel Cristian Rodríguez | 7-6(4) 5-7 [10-6] |